# Stay (песня Дэвида Боуи)
«Stay» — композиция Дэвида Боуи, написанная и записанная им в 1975 году для альбома Station to Station. Увидела свет в январе 1976 года. Она основывается на фанковом гитарном риффе, который доминирует на протяжении всего трека и был придуман гитаристом Эрлом Сликом во время сессий для альбома. В июле 1976 года композиция была выпущена в качестве сингла на лейбле RCA в США.
Лирическая конструкция песни является отсылкой к композиции «John, I’m Only Dancing (Again)», которая записывалась для альбома Young Americans, но впервые была выпущена как сингл в 1979 году.

## Список композиций
1. «Stay» (Боуи) — 3:21
2. «Word on a Wing» (Боуи) — 3:10

## Участники записи
- Продюсеры:
  - Гарри Маслин[англ.]
  - Дэвид Боуи
- Музыканты:
  - Дэвид Боуи: вокал, синтезатор, меллотрон
  - Уоррен Пис: перкуссия, бэк-вокал
  - Эрл Слик: соло-гитара
  - Карлос Аломар: ритм-гитара
  - Джордж Мюррей : бас-гитара
  - Деннис Дэвис: ударные

## Другие издания
- Песня была выпущена синглом на стороне «Б» сингла Suffragette City в июле 1976 года.
- Сингл версия песни включена в саундтрек Christiane F. 1981 года. Она также появляется на Re:Call 2, части сборника Who Can I Be Now? (1974—1976), выпущенного в 2016 году.